# Melaleuca spicigera
Melaleuca spicigera är en myrtenväxtart som beskrevs av Spencer Le Marchant Moore. Melaleuca spicigera ingår i släktet Melaleuca och familjen myrtenväxter. Inga underarter finns listade i Catalogue of Life.